# Carnival Splendor
Die Carnival Splendor ist ein unter panamaischer Flagge fahrendes Post-Panamax-Kreuzfahrtschiff der amerikanischen Reederei Carnival Cruise Line, das am 2. Juli 2008 in Dienst gestellt wurde. Sie war zum Zeitpunkt der Indienststellung das größte Schiff der Reederei. Mittlerweile wurde sie in dieser Hinsicht von den Schiffen der Dream-Klasse abgelöst.
Das Schiff wurde insbesondere durch eine Havarie vor der mexikanischen Pazifikküste im November 2010 bekannt.

## Geschichte

### Bau und Indienststellung

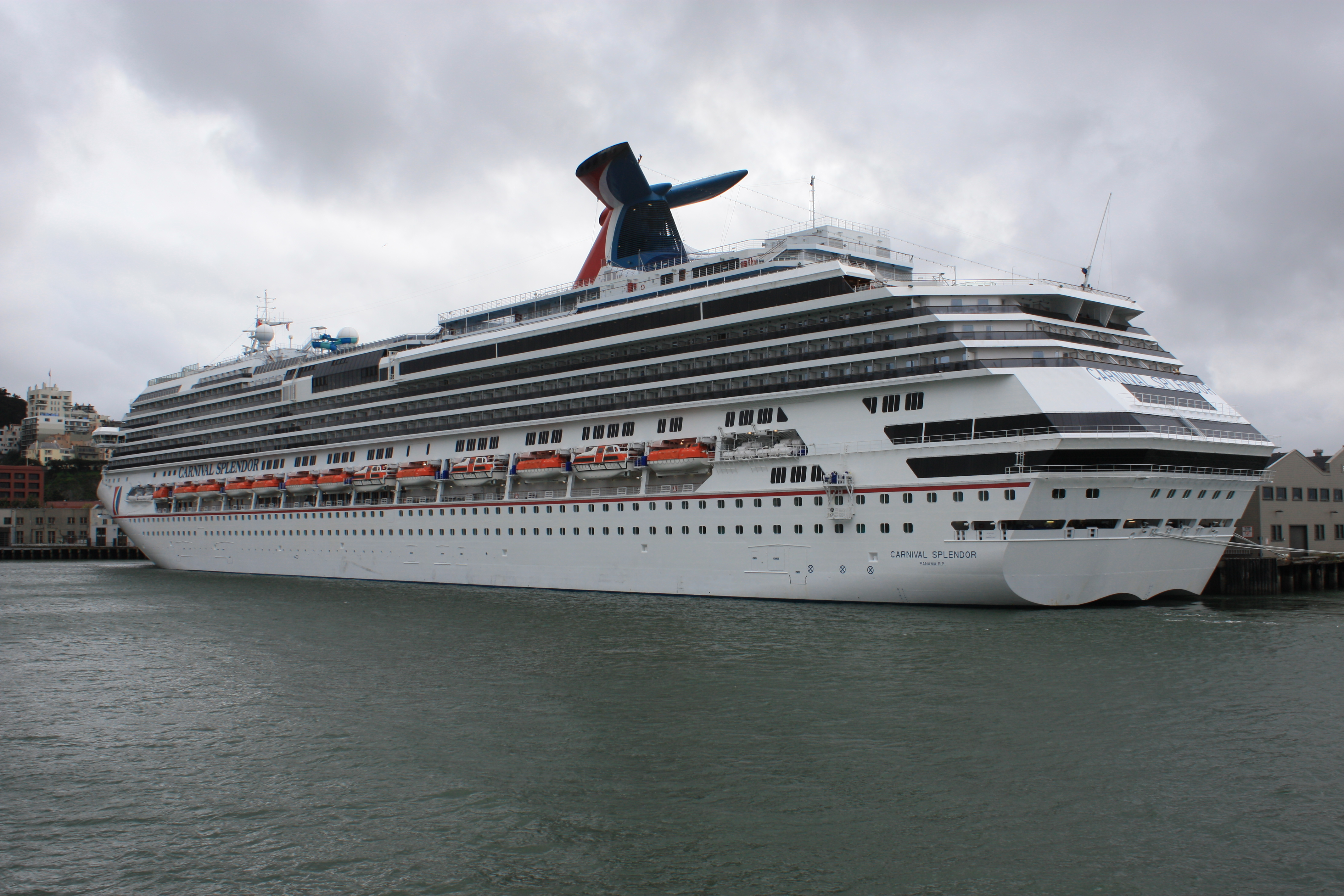
Heckansicht des Schiffes in San Francisco (2009)

Am 23. September 2004 unterzeichneten der Konzern Carnival Corporation & plc und die italienische Werft Fincantieri einen Vertrag über insgesamt fünf Kreuzfahrtschiffe, der auch den Bau der Carnival Splendor umfasste. Aufgrund der Besonderheiten der Splendor-Klasse wurde die Carnival Splendor mit der Baunummer 6135 auf der Fincantieri-Werft in Sestri Ponente bei Genua erbaut; die Kiellegung fand am 1. Juni 2006 statt. Die Fertigung der einzelnen Bausektionen erfolgte an verschiedenen Werftstandorten; unter anderem entstand der Schornstein in Triest. Am 3. August 2007 wurde das Baudock geflutet und das Schiff konnte an den Ausrüstungskai zur Fertigstellung überführt werden. Die Übergabe an den Eigner erfolgte zum vereinbarten Termin am 30. Juni 2008 in Genua. Am 2. Juli 2008 verließ die Carnival Splendor die Bauwerft und wurde nach Dover überführt, wo sie am 10. Juli 2008 von der Musikerin Myleene Klass getauft wurde.

### Einsatz
Nach der Taufzeremonie lief die Carnival Splendor zu einer Kurzkreuzfahrt von Dover nach Amsterdam aus. Danach folgte eine 13-tägige Ostsee-Kreuzfahrt als Jungfernfahrt. Bis zum Herbst 2008 war sie im Mittelmeer unterwegs. Die Überführung zum Heimathafen Port Canaveral (Fort Lauderdale) begann am 3. November 2008. Im Januar 2009 wurde die Carnival Splendor nach Long Beach verlegt, um von dort Kreuzfahrten an der mexikanischen Riviera durchzuführen. Da das Schiff den Panamakanal damals nicht passieren konnte, musste im Rahmen einer 49-tägigen Kreuzfahrt Südamerika umrundet werden. Die Carnival Splendor war das erste Schiff der Reederei, das diese Reise unternahm.
Diese Fahrt wurde im Februar 2013 erneut notwendig, als das Schiff wiederum nach New York City verlegt wurde. Kurzzeitig war geplant, das Schiff ab 2018 zusammen mit der Carnival Miracle in China fahren zu lassen, stattdessen wechselte das Schiff im Januar 2018 erneut nach Long Beach, wobei diesmal die 2016 eröffneten Neopanmax-Schleusen des Panamakanals befahren werden konnten.

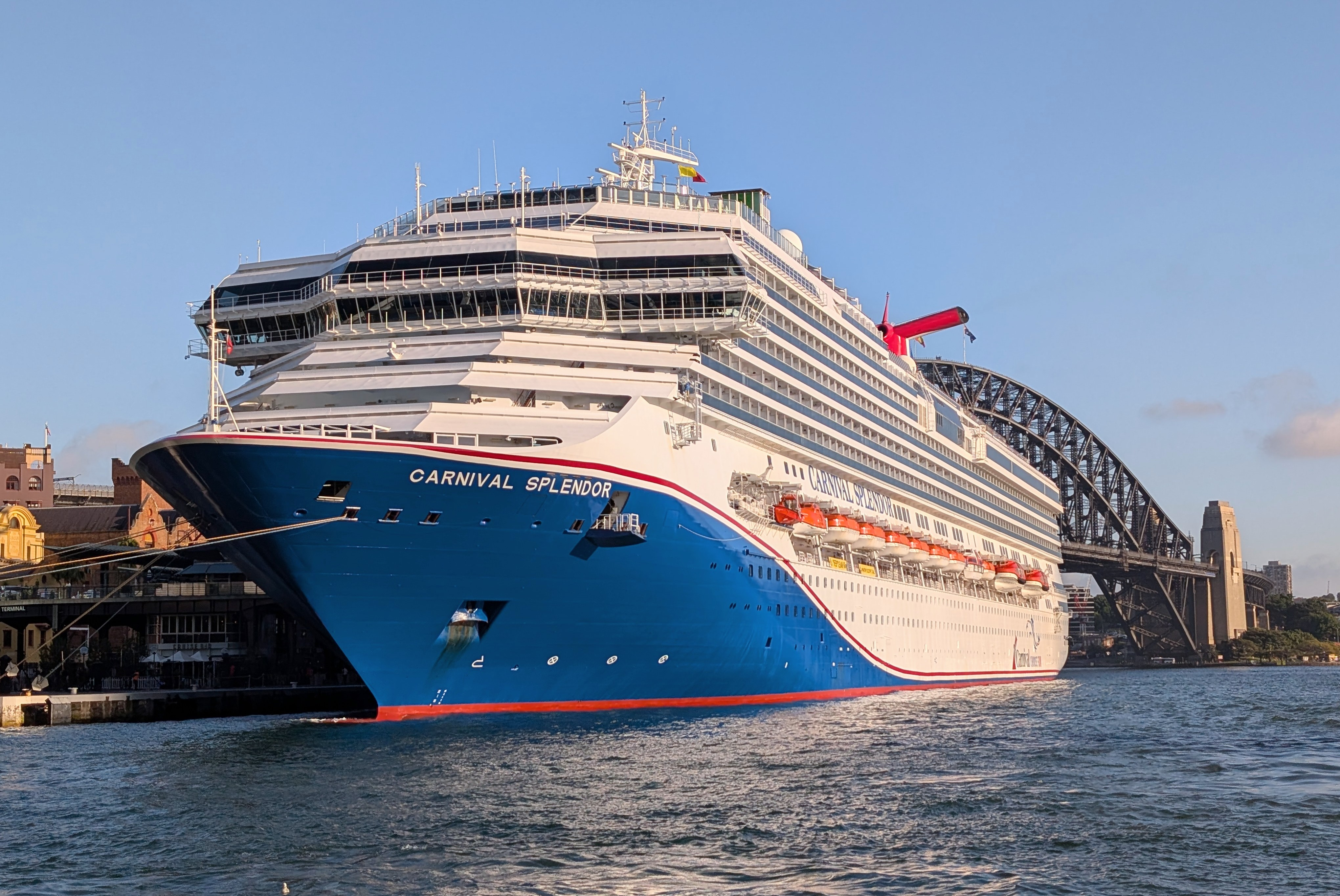
Das Schiff mit der neuen Bemalung in Sydney (2025)

Im Februar 2018 gab die Carnival Cruise Line bekannt, dass das Schiff 2019 nach Australien wechseln würde, wo es seitdem fährt.
Bei einem Werftaufenthalt im August 2024 erhielt das Schiff die neue blau-weiß-rote Rumpfbemalung der Carnival-Schiffe.

### Havarie 2010

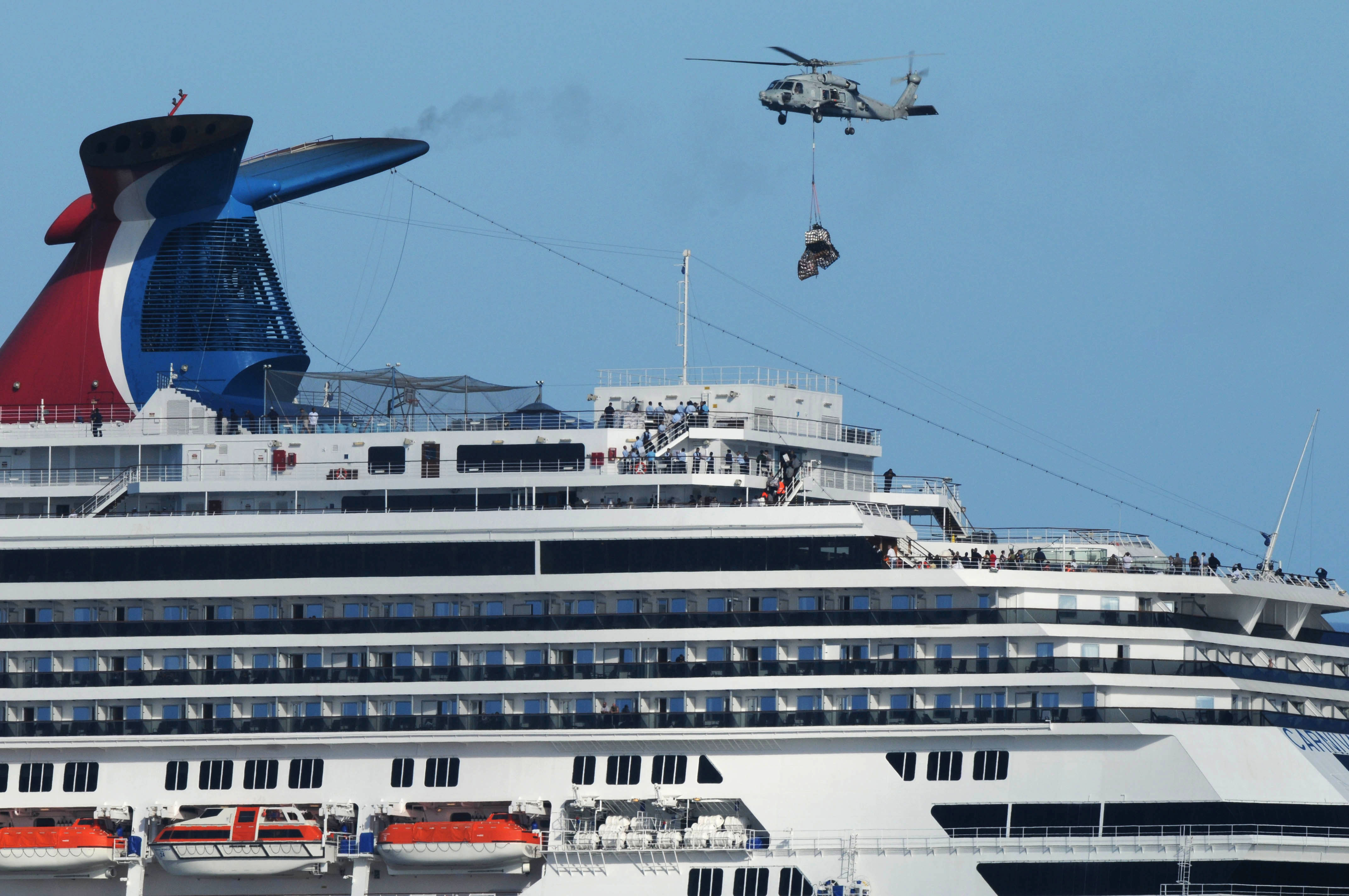
Ein Militärhubschrauber versorgt das Schiff mit Lebensmitteln

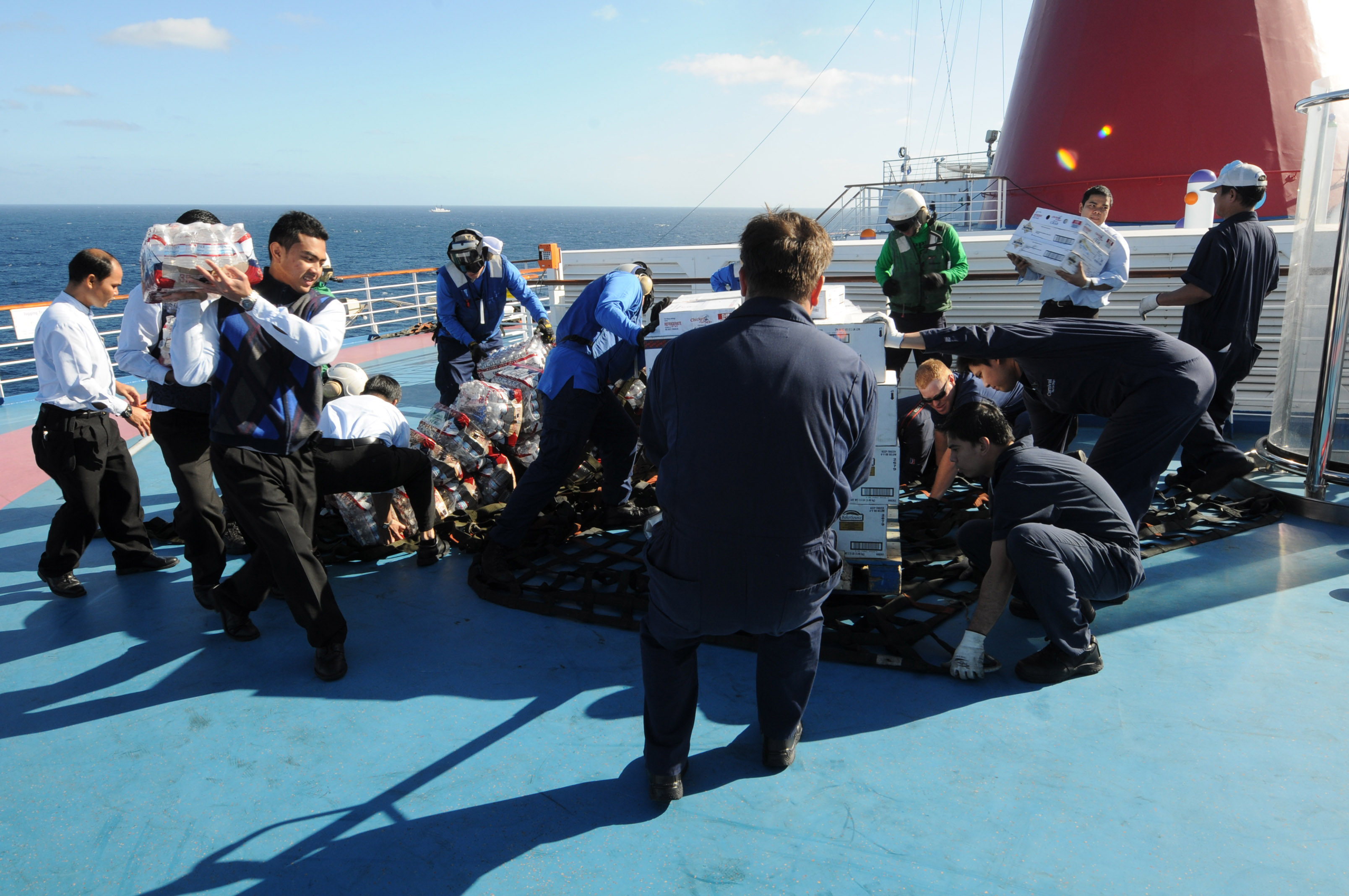
Soldaten und Besatzung entladen die gelieferten Lebensmittel

Auf dem Weg von Long Beach nach Puerto Vallarta (Mexiko) brach am 8. November 2010 gegen 6:00 Uhr Ortszeit (Pacific Standard Time) an Dieselgenerator Nr. 5 im hinteren der beiden Maschinenräume der Carnival Splendor ein Brand aus. Das Schiff befand sich zu diesem Zeitpunkt rund 300 Kilometer südwestlich von San Diego und 70 Kilometer vor der Küste. Nach etwa drei Stunden konnte das Feuer zwar gelöscht werden, die Carnival Splendor blieb jedoch manövrierunfähig. Teile der Stromversorgung und der Bordeinrichtungen konnten über die Notstromaggregate funktionsfähig erhalten werden. Mehrere Schiffe kamen dem Havaristen zu Hilfe, darunter der Flugzeugträger Ronald Reagan, der die Versorgung der 3.299 Passagiere und 1.167 Besatzungsmitglieder mit Lebensmitteln übernahm. Nach zwei Tagen im Schlepp traf das Schiff am 12. November 2010 in San Diego ein. Gerry Cahill, Vorstandsvorsitzender von Carnival Cruise Line, bezeichnete die Havarie als „schlimmste Katastrophe in 35 Jahren Firmengeschichte“. Als Brandursache wurde seitens der Reederei ein Bruch des Kurbelgehäuses am Antriebsmotor des Generators genannt. Die ersten Planungen sahen vor, dass die Carnival Splendor Mitte Januar 2011 wieder in Fahrt gebracht werden sollte; während der Reparaturarbeiten zeigte sich jedoch, dass die Schäden umfangreicher waren und weitere Probleme behoben werden mussten. Am 21. Dezember 2010 gab die amerikanische Küstenwache zwei sogenannte „Marine Safety Alerts“ heraus, aus denen hervorging, dass das CO2-Löschsystem der Carnival Splendor zum Zeitpunkt des Feuers im Maschinenraum versagt hatte. Am 19. Januar 2011 verließ das Schiff mit eigener Kraft den Hafen von San Diego, um die Reparaturarbeiten auf der Werft Pier 70 in San Francisco abzuschließen. Die Arbeiten, bei denen der beschädigte Hauptgeneratorsatz und zwei Hilfsgeneratoren ersetzt werden, dauerten vom 31. Januar bis zum 12. Februar 2011. Der 106 Tonnen schwere Hauptgeneratorsatz, der ursprünglich für die zu diesem Zeitpunkt im Bau befindliche Carnival Magic vorgesehen war, wurde mit einem Transportflugzeug aus Italien eingeflogen. Der durch Entschädigung der Passagiere und Ausfall von Kreuzfahrten entstandene Schaden wurde mit ca. 65 Mio. US-Dollar angegeben. Am 20. Februar 2011 nahm die Carnival Splendor den planmäßigen Kreuzfahrtverkehr wieder auf.